# Émile Eisman-Semenowsky
Émile Eisman-Semenowsky (* 1859 im Königreich Polen; † 1911 in Frankreich) war ein französischer Maler polnischer Abstammung.

## Leben
Über Émile Eisman-Semenowskys Lebenslauf gibt es sehr wenige dokumentierte Quellen. Er wurde in dem von Russland annektierten Teil Polens geboren. Früh wanderte er aus, studierte Malerei außerhalb Polens. Anfang der 1880er Jahre kam er nach Paris und wurde hier als Maler sentimentaler Frauenbildnisse bekannt. Er arbeitete als Assistent Jan van Beers d. J. und trat als Zeuge in dem Skandal um die Beers-Gemälde „Lily“ und „La Sirene“ auf. Außer den zahlreichen Frauenporträts schuf er einige wenige Genre- und Aktbilder. Seine Malerei war an den Geschmack der französischen Bourgeoisie angepasst. Viele Werke stellten die Frauen des Nahen Ostens oder der Antike dar. In Frankreich wurde er den polnischen oder russischen Malern zugeschrieben.

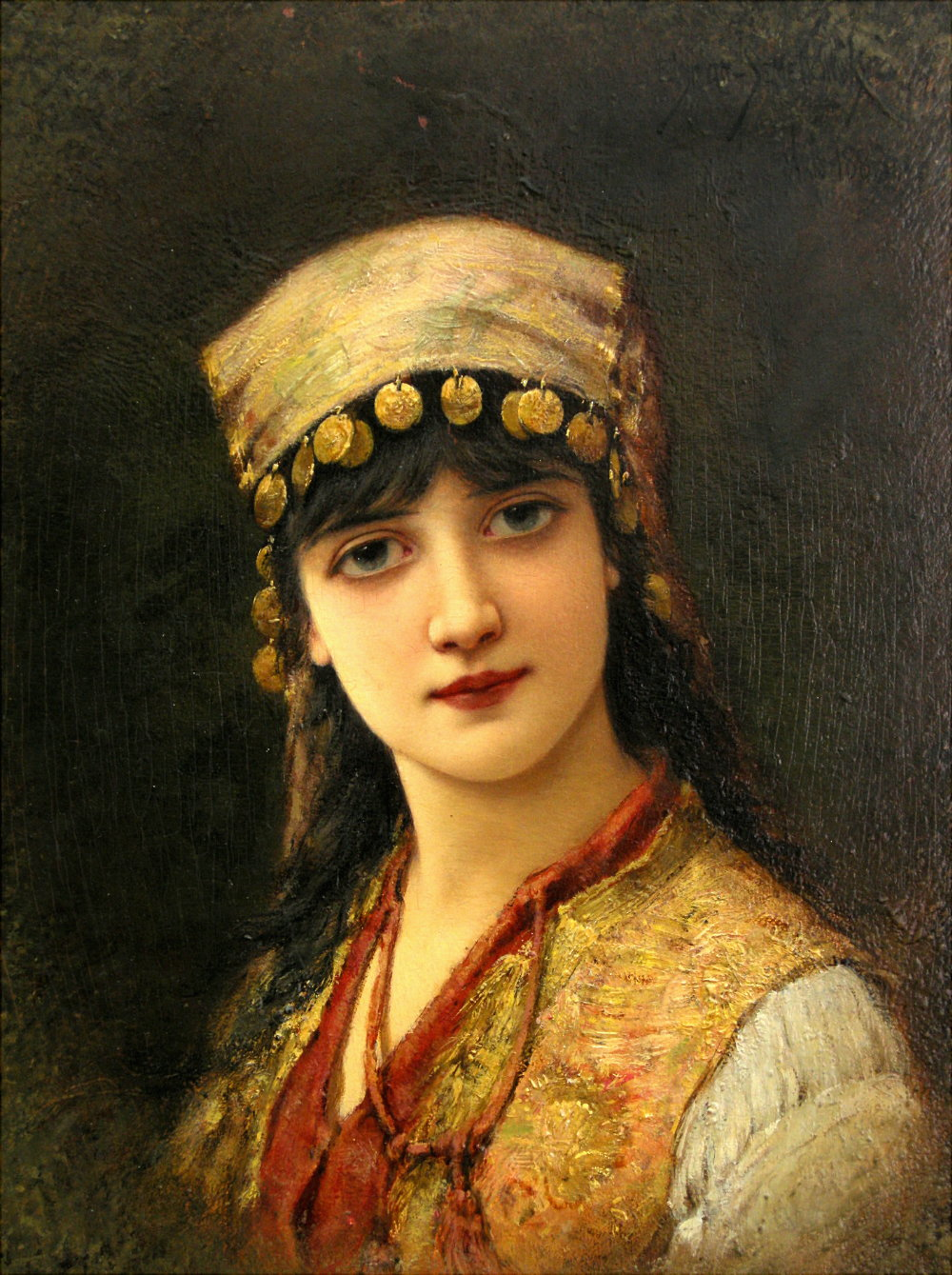
Une beauté orientale (‚Eine orientalische Schönheit‘), 1883
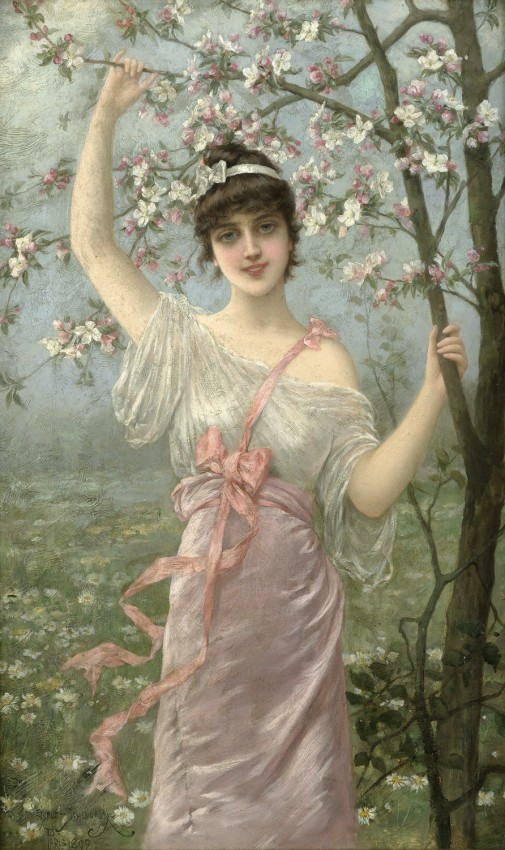
Junge Frau bei einem blühenden Kirschbaum, 1899
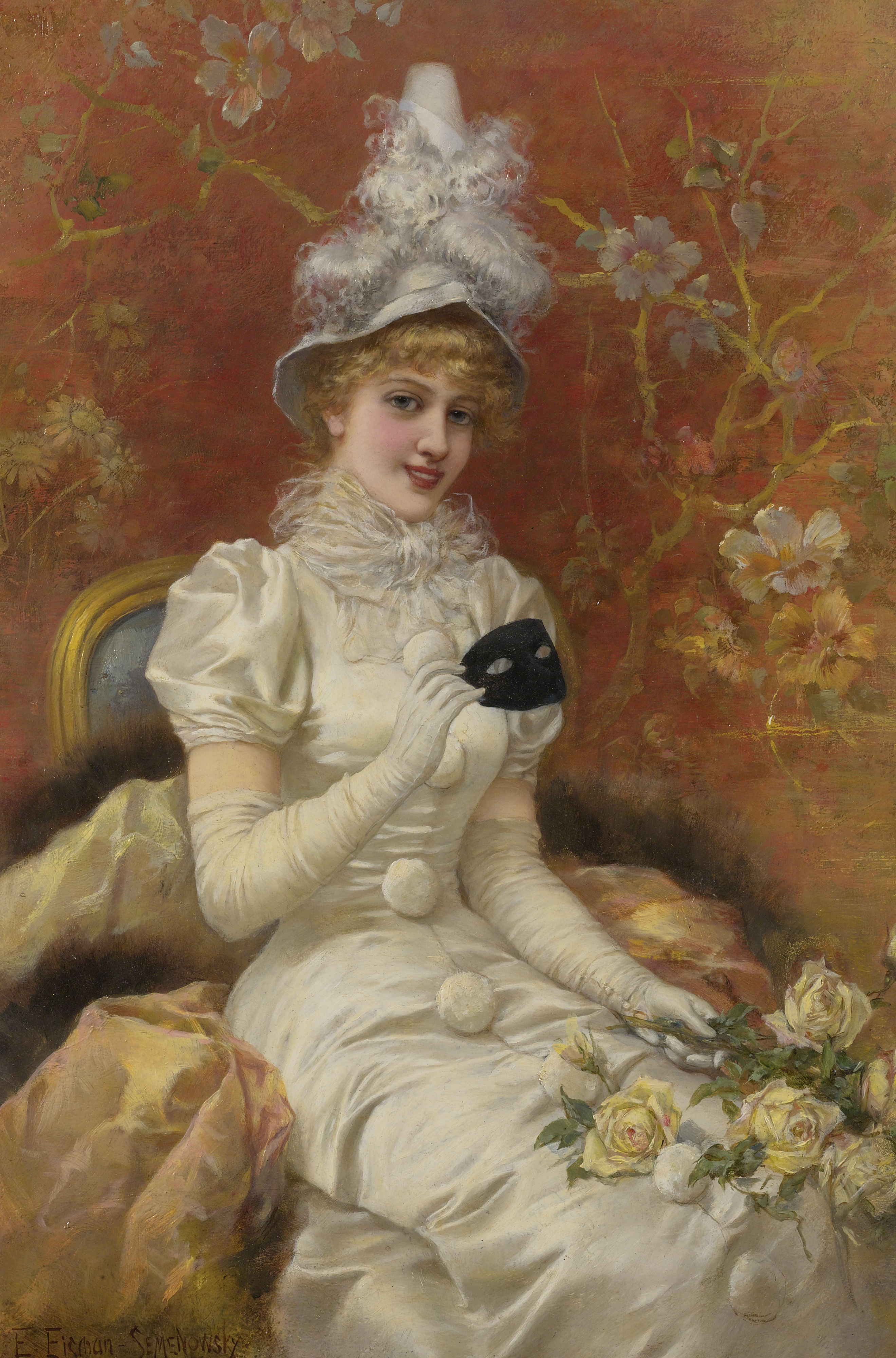
Beauty unmasked (‚Unmaskierte Schönheit‘)
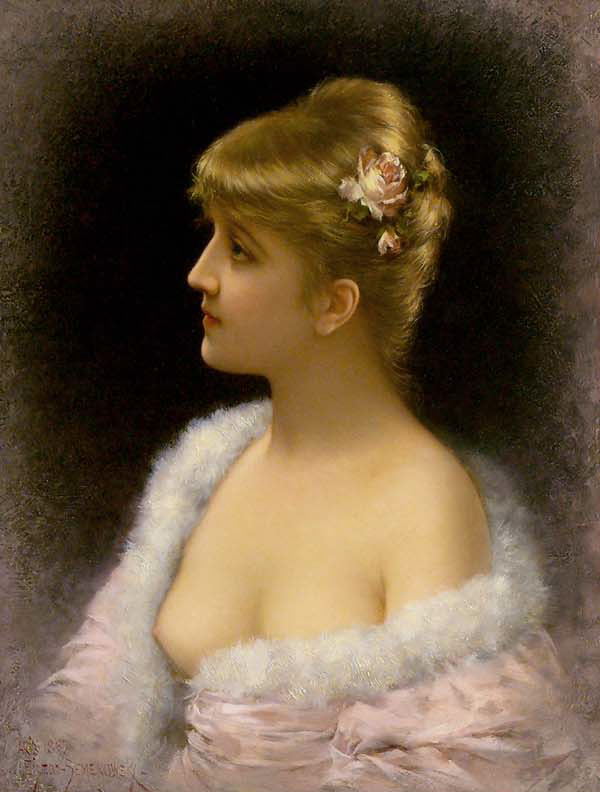
Mädchenporträt, 1887
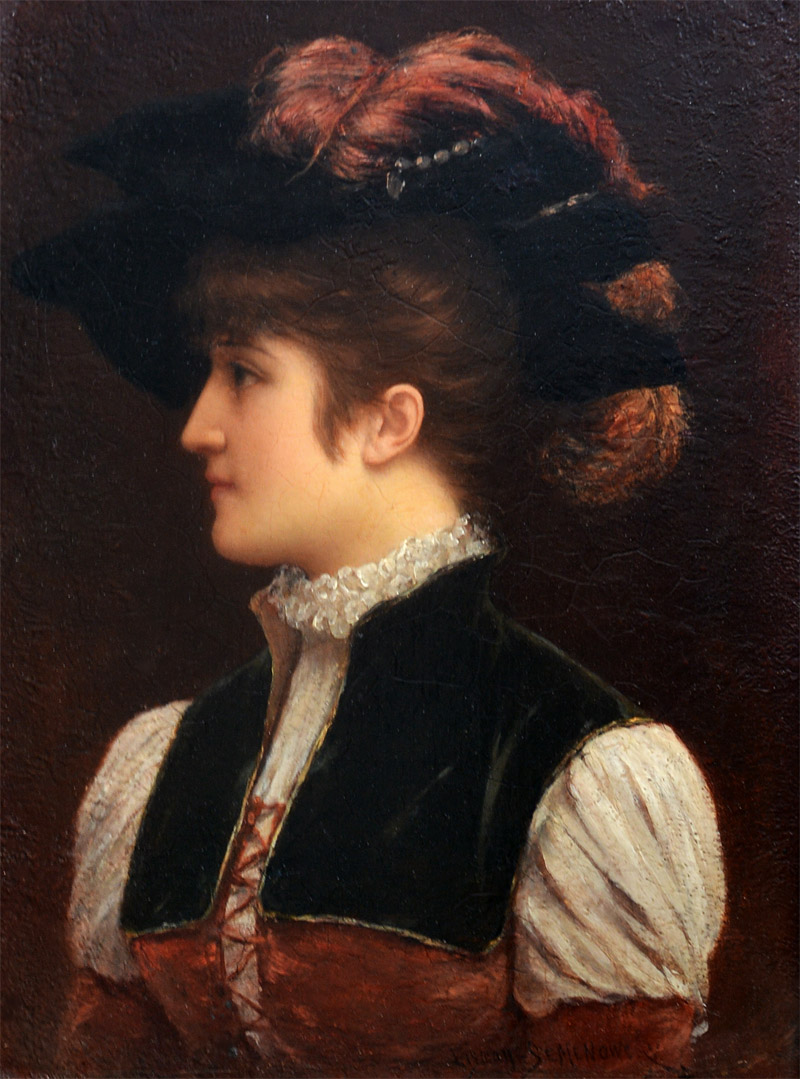
Junge Dame mit Federhut

## Quelle
- Lynne Thornton, La femme dans la peinture orientaliste. ACR Edition, 1998.